# Шара (бог)
Шара — в шумеро-аккадській міфології — відомий бог-покровитель міста Умма. Його імʼя записується за допомогою ідеограми квітки, яка також означає зелений колір. У міфах згадується рідко, в деяких текстах називається сином або улюбленцем богині Інанни.
Згадується в міфі «З великих небес до великих надр» про сходження Інанни в Нижній світ: Інанна називає його тим, хто робить їй зачіску та манікюр. У «пісні про мотику» бог Енліль обдаровує Шару зброєю (булавою, луком і сагайдаком), а також мотикою, що може означати асоційованість Шари з військовими діями і землеробством.